# Pottsville (Pensylwania)
Pottsville – miasto w Stanach Zjednoczonych, w stanie Pensylwania, siedziba administracyjna hrabstwa Schuylkill.